# Aeroportul Cape Eleuthera
Aeroportul Cape Eleuthera (IATA: CEL, ICAO: MYEC) este un aeroport din Bahamas ce deservește zona Eleuthera⁠(d). A fost numit după zona deservită.
Situat la o altitudine de 3 m, aeroportul dispune de o singură pistă.